# Hemidactylus albopunctatus
Hemidactylus albopunctatus este o specie de șopârle din genul Hemidactylus, familia Gekkonidae, descrisă de Loveridge 1947. Conform Catalogue of Life specia Hemidactylus albopunctatus nu are subspecii cunoscute.